# Иудаизм в Новой Зеландии
Иудаизм в Новой Зеландии — одна из религий этой страны, которую в основном исповедуют евреи в Новой Зеландии. Иудаизм являются преимущественно религией иммигрантов или потомков иммигрантов.

## История
Иудаизм в Новую Зеландию принесли евреи, которые начали переселяться в эту страну в середине XIX века. В начале 1843 года Авраам Хорт Старший прибыл в Веллингтон, где с одобрения главного раввина Лондона, организовал и продвигал еврейскую общину. Первая религиозная служба была проведена 7 января 1843 года. В 60-х годах XIX века, в связи с открытием месторождения золота, началась массовая миграция евреев в Новую Зеландию. К этому периоду относится открытие нескольких синагог.
В 1881 году были введены законы ограничивавшие миграцию в Новую Зеландию представителей любых наций кроме англичан, шотландцев и ирландцев. Это ограничило приток евреев в Новую Зеландию. Новая миграции началась после Второй мировой войны когда ограничения на въезд евреев в Новую Зеландию были сняты. В конце XX — начале XXI века происходила миграция из Южной Африки, Израиля и бывшего Советского Союза.

## Современное положение
В 2006 году 0,2 % населения Новой Зеландии идентифицировано как иудеи. В стране в данный момент работает семь синагог. Наибольшие иудейские общины существуют в таких городах как Окленд, Веллингтон и Данидин. В Данидине работает самая южная синагога в мира.